# 真然
真然（しんぜん、しんねん、生年不詳- 寛平3年9月11日（891年10月17日））は、平安時代前期の真言宗の僧。中院僧正・後僧正とも称される。俗姓は佐伯氏。讃岐国多度郡の出身。空海の甥と伝えられている。空海の弟子となり、後に真雅から灌頂を受けた。空海の死後、荒廃しつつあった高野山（金剛峯寺）の復興・発展に尽力。伝承では亡くなる直前の空海から高野山の経営を託されたといわれる。

## 生涯
- 幼くして（一説に9歳）空海を慕い出家したと伝えられる。はじめ大安寺に入る。
- 天長8年（831年）、一説にこの年、真雅から両部灌頂を受ける（実際はもっと後年とみられる）。
- 承和元年（834年）3月、一説に比叡山西塔院の落慶供養に際し、空海に随い実恵ら諸弟子とともに参列。
- 11月15日（12月15日説、天長10年説あり）、空海から高野山の経営を託されたと伝えられる（非現実的とされている）。
- 承和3年（836年）、入唐留学僧として遣唐使船に乗り唐を目指す。同門で請益僧の真済も同船。ところが7月、嵐で船が難破し、筏に移り23日間漂流。30余人の同乗者はみな餓死して、真済と真然だけが奇跡的に生き残り、南海の島（具体的な場所は不明）民に救助された。[2]
- 貞観16年（874年）12月、権律師（一説に律師）に任ぜられる。[3]
- 貞観17年（875年）3月、弘福寺検校に任ぜられる。
- 貞観18年（876年）6月、東寺長者の真雅に請い東寺経蔵から「三十帖冊子」を借りて高野山に持ち帰る。その後、返却要請に応じず、長期にわたる東寺と高野山との紛争の原因となる。
- 元慶6年（882年）5月、金剛峯寺別当として真言宗年分度者6人のうち金剛峯寺分3人は、必ず金剛峯寺からの推薦者を待って試度すべきことを奏請し、認められる。これは仁寿3年に年分度者の課試が東寺に移されたことにより衰退していた高野山の復興策である。以後も、数次にわたり年分度者制の改革に取り組む。
- 元慶7年（883年）10月、権少僧都に任ぜられる。
- 元慶8年（884年）3月、宗叡の後を継ぎ東寺一長者となる。
- 仁和元年（885年）11月、少僧都に任ぜられる。
- 仁和3年（887年）、高野山西塔、光孝天皇の御願として完成。
- 仁和4年（888年）3月、権大僧都に任ぜられる。

　　　　8月、西山御願寺（仁和寺）金堂落慶供養の導師をつとめる。
- 寛平元年（889年）、金剛峯寺に座主職を置き、弟子の寿長をこれに補す。
- 寛平2年（890年）12月、僧正に任ぜられる。
- 寛平3年（891年）9月11日、高野山中院にて没す（延暦23年生説では享年88）。

## 弟子
- 寿長…初代の金剛峯寺座主。
- 無空…二代目の金剛峯寺座主。権律師。東寺長者観賢の強硬な「三十帖冊子」返還要求を拒んで山城国円堤寺に逃亡し、その地で死去。
- 峯禅…真然入室の弟子。聖宝から伝法灌頂を受ける。三代目の金剛峯寺座主。
- 惟首…延暦寺徳円の弟子。天台座主。『宇多天皇実録』に「密法を金剛峯寺真然に受く」とある。
- 聖宝…真雅に無量寿法、真然に両部大法を受け、源仁から伝法灌頂を受ける。僧正。
- 増利…興福寺僧。大僧都。『日本高僧伝要文抄』に貞観の末年、真然から密教両部の法を学んだとある。
- 都良香…文章博士。『扶桑略記』によれば、真然が東寺に住していたとき真言密教を受けた。

## 補注
1. ↑  信頼性の高い史料に真然の生年を伝えるものはない。諸説のなかでは延暦23年（804年）が比較的有力とされるが、生年は不明とするのが妥当である。
2. ↑  なお、この遭難について伝える『日本三代実録』貞観2年2月25日条の真済卒伝は「弟子真然」と記しており、真然は真済とも師弟関係にあったとみられる。『東寺長者補任』には「真雅僧正灌頂、真済受法」とある。
3. ↑  『三代実録』貞観16年12月29日条や興福寺本『僧綱補任』では律師だが、『三代実録』の元慶6年5月14日条、元慶7年10月7日条では権律師。